# Hip-hop 2.0
Hip-hop 2.0 – album studyjny polskiego rapera Quebonafide oraz wykonawców zrzeszonych w należącej do niego wytwórni płytowej QueQuality. Wydawnictwo ukazało się 17 czerwca 2016 roku. Jako materiał dodatkowy, w przedsprzedaży został dołączony blendtape pt. Elektryka zrealizowany we współpracy z 2stym.
Album dotarł do 3. miejsca polskiej listy przebojów – OLiS i uzyskał certyfikat złotej płyty. Nagrania były promowane teledyskami do utworów „Asceta” oraz „Enigma Room”.

## Lista utworów
Opracowano na podstawie materiału źródłowego.
1. Quebonafide – „QueQuality” (produkcja: Got Barss, cuty: DJ Flip)
2. Guzior – „Ōmori Ōmori” (produkcja: SecretRank)
3. Deys – „Cera” (produkcja: Apriljoke)
4. Quebonafide – „All Black” (produkcja: Young Veteran$)
5. Igrekzet – „O2” (produkcja: NoTime)
6. Nieznanyklarenz – „Prawie znany” (produkcja: SiwySiwek)
7. Quebonafide – „Asceta” (produkcja: Young Veteran$, gościnnie: Wac Toja)
8. PlanBe – „Na dłoni” (produkcja: GeezyBeatz)
9. Szesnasty – „Szczypta” (produkcja: Morte, gościnnie: Fiłoń)
10. Wac Toja – „Klik Klik Bang” (produkcja: TRFN)
11. Quebonafide – „Wesoła ekipa” (produkcja: SoDrumatic, cuty: DJ Flip, gościnnie: Krzy Krzysztof)
12. Kartky, Emes Milligan – „Naprawdę” (produkcja: Airflake)
13. Kaz Bałagane, 2sty – „Jeden strzał” (produkcja: GeezyBeatz, cuty: DJ Flip)
14. EMAS – „Nie mogę tego spierdolić” (produkcja: EljotSounds, gościnnie: Kobik)
15. Filipek – „Persona Non Grata” (produkcja: Teken)
16. Quebonafide – „Święty spokój (SoDrumatic remix)” (gościnnie: Solar, Ania Iwanek)
17. 2Na – „Zanim zgaśnie reaktor” (produkcja: Electric Mantis)
18. Flaszki i Szlugi – „Złoty zegarek” (produkcja: Brat Jordah)
19. Futuryje – „Bobo” (produkcja: Gugas (yes remix))
20. Quebonafide – „Enigma Room” (produkcja: MVZR, gościnnie: Szesnasty)

| Elektryka (Blendtape) (oraz 2sty) |
| --- |
| 1. „Intro” (gościnnie: K-Leah, Calvin Harris) 2. „Panczeon” (gościnnie: Red x Bedoes, Chris Brown) 3. „Pareidolia” (gościnnie: 2sty, Jess Glynne) 4. „Manekin” (gościnnie: Solar, Omi) 5. „Czeszę umysł” (gościnnie: Otsochodzi, DJ Flip, Major Lazer) 6. „Ciernie” (gościnnie: Justin Bieber) 7. „Powszechny i śmiertelny” (gościnnie: Sztoss, Kaja Czulewicz, Justin Bieber, Ariana Grande) 8. „Za długo już” (gościnnie: Białas, Abel, Natalia Sumpor, Rihanna) 9. „Eden Hazard” (gościnnie: Kaz Bałagane, Trey Songz) 10. „Euforia” (gościnnie: 2sty, DJ Pasza, Kasia Grzesiek, Avicii) 11. „Jeruzalem” (gościnnie: Wac Toja, Kobik, Kid Ink) 12. „Oh my buddha” (gościnnie: DJ Flip, Cazzette) 13. „Pijmy wino za kolegów” (gościnnie: Cira, K-Leah, Selena Gomez) 14. „Cotidie Morimur” (gościnnie: Sylwia Dynek, The Weeknd) |